# Acanthoproctus vittatus
Acanthoproctus vittatus е вид насекомо от семейство Дървесни скакалци (Tettigoniidae).

## Разпространение
Видът е разпространен в Южна Африка, предимно в района Кару.